# 連城訣
『連城訣』（れんじょうけつ、簡体字: 连城诀、拼音: Liánchéngjué）は、金庸の武俠小説。長編が多い金庸の作品の中では短い部類に入り、後期にあたる作品である。また、唯一金庸の体験が元になった作品でもある（作者あとがきより）。

## 概要
1963年発表。主人公・狄雲が幻の「連城訣」の騒動に巻き込まれていく物語。狄雲は金庸の作品の中で最も不幸とされている人物である。彼以外にも戚芳、丁典、水笙といった善側の人々はことごとく悲惨な目にあう。悪役側はほとんどが二面性を持っており、陰険な人物ばかりが揃っている。ストレートな悪人である血刀老祖は例外と言っていい。
他の金庸作品と比べ、登場人物や武功は少なく、比較的読みやすい作品である。物語は短いが、雪山での壮絶な死闘やその後の半年間にわたるサバイバル、「連城訣」の謎解きなど見所は多い。だが、その悲惨さゆえに評価は「面白い」と「つまらない」の両極にはっきりと分かれている。
なお、徳間文庫版には「金庸版・岩窟王」と紹介されているように、物語はデュマの『岩窟王（モンテ・クリスト伯）』とかなり類似している。金庸自身、デュマを愛読していると公言しているので、参考にしていると見られる。

## あらすじ
主人公の狄雲は師匠の戚長発、妹弟子の戚芳と共に、師伯である万震山の誕生祝に訪れる。それが大きな悲劇の始まりだった。万圭と七人の弟子によって、狄雲は身に覚えの無い罪を着せられた。師匠は「連城訣」のことを万震山に問い詰められて姿を消し、愛する戚芳は自分のもとを離れ、万圭に嫁いでしまった。
狄雲は牢獄に閉じ込められ、丁典という男に出会う。丁典は全ての争いの元凶である「連城訣」について語った。
二人は「連城訣」の秘密を探りに来る刺客を次々と倒し、ある日遂に脱獄を遂げる。丁典はそこで愛人、凌霜華の最後を知ることになるが……。
やがて、再び一人になった狄雲は師匠の復讐を誓う。その過程で「連城訣」の謎は明かされていくのであった。

## 登場人物
狄雲（てき うん）
戚長発の弟子。純朴な性格。「連城訣」の争いに巻き込まれ、次々と悲惨な目にあう。
戚芳（せき ほう）
戚長発の心優しい娘。狄雲の妹弟子で、共に育ち親密な仲にあったが、陰謀により二人の関係は引き裂かれる。
戚長発（せき ちょうはつ）
「鉄鎖横江」の異名を持つ。梅念笙の弟子だったが、師兄二人と共に彼を裏切る。その後、「連城訣」の秘密を探るために平穏な田舎暮らしを装った。
万震山（ばん しんざん）
梅念笙の一番弟子で、「五雲手」の異名を持つ。「連城訣」を狙って奸計を繰り広げる。八人の弟子がいる。
万圭（ばん けい）
万震山の一人息子で、彼の三番弟子でもある。戚芳に一目惚れして、邪魔者である狄雲を陥れる。
言達平（げん たっぺい）
梅念笙の二番弟子。その実力は三人の弟子の中で最も上とされる。乞食に扮して「連城訣」の秘密を探る。
梅念笙（ばい ねんしょう）
「連城剣法」を極め、「連城訣」の秘密を握る人物。弟子達に襲われ、危機を救ってくれた丁典に「連城訣」の秘密を託した。
丁典（てい てん）
義侠心に厚い風流才子。助けた梅念笙から「連城訣」の秘密を知らされる。凌霜華と恋仲になるが、投獄されてしまう。後から同じ牢に入れられた狄雲を内偵として疑っていたが、誤解が解けてからは強い味方となる。
凌霜華（りょう そうか）
凌退思の娘。花が好きで、丁典と菊花会で出会い恋に落ちる。丁典が投獄されてからも健気に彼への愛を貫く。
凌退思（りょう たいし）
荊州の知事。もとは龍沙幫幫主の息子で、幫再興の為に「連城訣」を狙い、陰謀を画策する。その為に娘までをも利用しようとするが…。
血刀老祖（けっとうろうそ）
残虐な振る舞いで有名な血刀門の掌門。必殺武器の血刀は抜群の切れ味を誇る。美人に目が無い。雪山で落花流水との死闘を繰り広げる。
落花流水（らっかりゅうすい）
陸・花・劉・水（落・花・流・水と読みが似る）の豪傑四人からなる義兄弟。「江南四老」とも呼ばれ、江湖では「北四怪」の風虎雲竜と並び称される。雪山で血刀老祖と死闘を繰り広げる。
陸天抒（りく てんじょ）
落花流水の長兄で、あだ名は「仁義陸大刀」。
花鉄幹（か てっかん）
落花流水の二弟で、あだ名は「中平無敵」。三弟の劉乘風と共に血刀老祖と最初に交戦する。その時に過ちを犯して以来、彼の運命は狂っていき、やがて極限の状況下でその本性が現れていくことになる。
劉乘風（りゅう じょうふう）
落花流水の三弟で、あだ名は「清風柔雲剣」。
水岱（すい たい）
落花流水の末弟で、あだ名は「冷月剣」。水笙の父。
水笙（すい しょう）
水岱の娘。血刀老祖にさらわれる。成り行きで彼の弟子になっていた狄雲を、最初は悪人と思っていた。だが、半年に渡る雪山の生活で、彼に信頼を寄せるようになる。

## キーワード
連城訣
全ての争いの発端である「連城訣」。その謎は「唐詩選」に隠されている。
連城剣法
別名「唐詩剣法」とも呼ばれる。詩を吟じながら使う。戚長発は故意に「躺屍剣法」として狄雲と戚芳に教えていたので、二人は当初この技の真の力を発揮することができなかった。(「唐詩」と「躺屍（転がる死体）」はどちらも読みが「tangshi」）
神照経
丁典の会得した最上の内功。時間が経っていなければ、死人さえ生き返らせることも可能。
血刀法
血刀老祖の血刀による技を載せた剣譜。狄雲の手に渡り、短期間で会得した。

## 日本語訳
- 『連城訣』 岡崎由美 監修、阿部敦子 訳

「菊花散る窓」、「雪華舞う谷」
徳間書店（全2巻）、2000年1月-2月
徳間文庫（上下）、2007年4月。上:ISBN 978-4-19-892583-3、下:ISBN 978-4-19-892584-0

## 映像化作品
映画
- 『連城訣』 1980年 香港 … 呉元俊（狄雲）※日本未公開

テレビドラマ
- 『連城訣』 1989年 TVB 香港 … 郭晋安（狄雲）※日本未公開
- 『連城訣』 2003年 中国 … 全33話。ウー・ユエ（狄雲）